# Sayyid Yasin al-Musawi
Yasin al-Musawi (arabiska: السيد ياسين الموسوي), född 10 maj 1952 i Bagdad, Irak, är en irakisk shiamuslimsk sayyid, faqih, ayatolla, lärare i filosofi, politiker och fredagsböneledare i Bagdad. Hans lärare har varit ayatollorna Muhammad Baqir al-Sadr, Khoui, Vahid Khorasani och Javadi Amoli.